# Suzanne Amélie Meyer
 (juillet 2025).
Motif : Notoriété à démontrer par des sources secondaires centrées sur le sujet de l'article
- Archive Wikiwix
- Bing
- Cairn
- DuckDuckGo
- E. Universalis
- Gallica
- Google
- G. Books
- G. News
- G. Scholar
- Persée
- Qwant
- (zh) Baidu
- (ru) Yandex
- (wd) trouver des œuvres sur Wikidata

| 1. | Préciser le motif de la pose du bandeau. | Précisez le motif de la pose du bandeau en utilisant la syntaxe suivante : {{admissibilité à vérifier\|date=août 2025\|motif=remplacez ce texte par le motif}}                            |
| 2. | Informer les utilisateurs concernés.     | Pensez à avertir le créateur de l'article, par exemple, en insérant le code ci-dessous sur sa page de discussion : {{subst:avertissement admissibilité à vérifier\|Suzanne Amélie Meyer}} |

Suzanne Amélie Meyer, née le 4 octobre 1902 à Versailles et morte le 17 juillet 1992 aux Sables-d'Olonne, est  la fondatrice de la première auto-école dédiée exclusivement aux femmes en France.

## Biographie
Suzanne Amélie Meyer née le 4 octobre 1902 à Versailles.
En 1928, elle fonde à Versailles la première auto-école réservée aux femmes, où Simone Louise des Forest, l'une des premières femmes à obtenir le permis de conduire et compétitrice dans les rallyes automobiles, a appris à conduire,,.
Elle meurt le 17 juillet 1992 aux Sables-d'Olonne,,.